# Mercenario

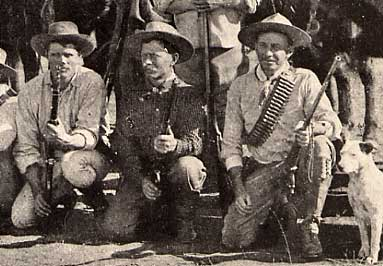
Soldados de fortuna en África, 1893

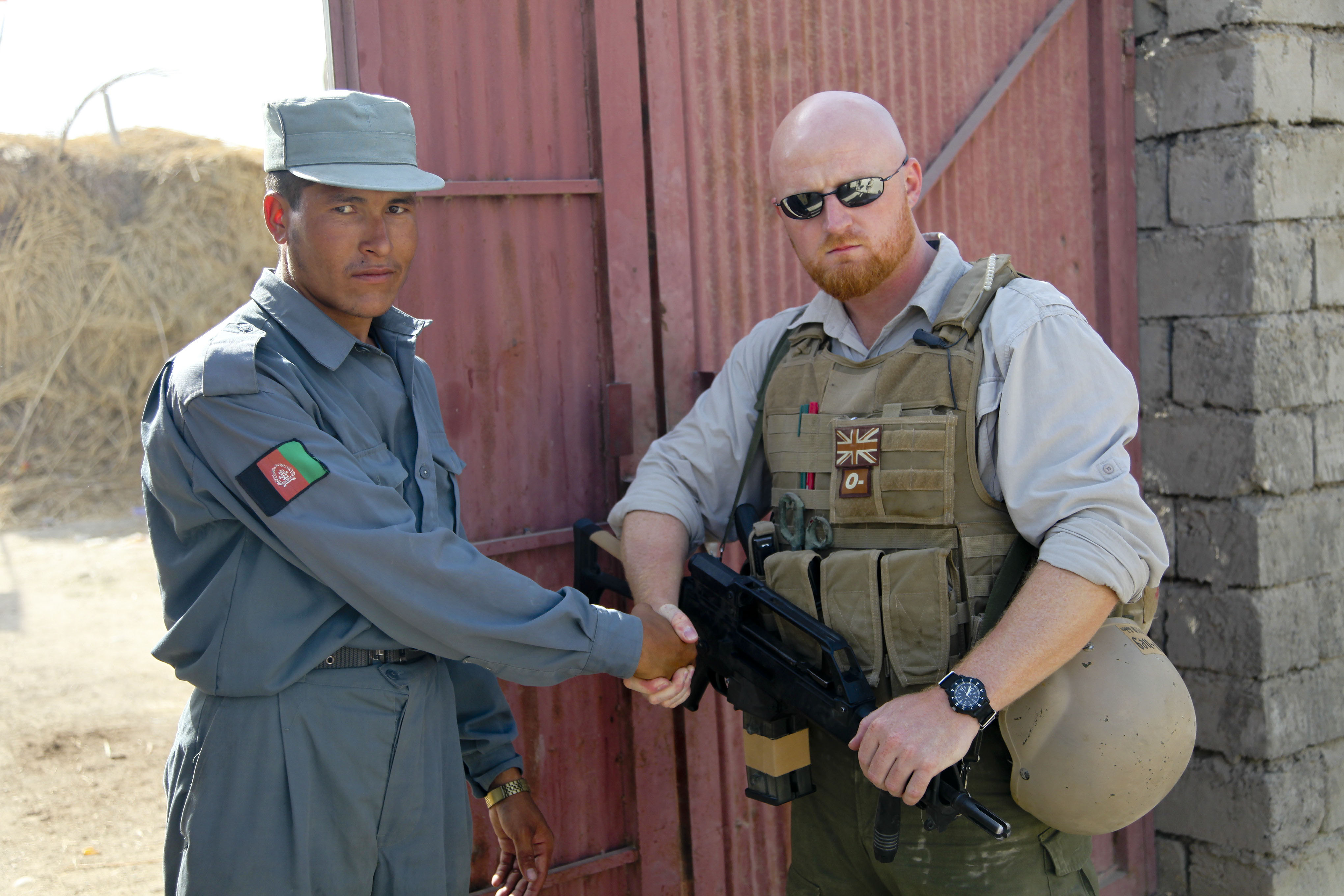
Militar afgano junto a un contratista militar privado británico.

Un mercenario  (del latín merces, - edis, «pago») es una persona con preparación y conocimiento militar, la cual realiza un trabajo por una retribución, generalmente económica, o que actúa con el único interés de ganar dinero, participando en algún conflicto bélico en la defensa de un país extranjero. A veces se denomina soldado a sueldo, soldado de fortuna, o militar privado. Normalmente estas personas tienen poca o nula identificación con la ideología, nacionalidad y preferencias políticas o religiosas del bando para el que lucha. 
El soldado, que representa a su nación, está dispuesto a luchar por una causa que es de su comunidad o país. Sin embargo, el mercenario lo hace solamente con ánimo de lucro, de ahí que sea conocido también como soldado de fortuna.
También se llama mercenarios a las personas que trabajan o actúan a cambio de dinero o de un beneficio personal, y sin motivaciones política, filosóficas, ideológicas o religiosas.

## Los mercenarios y las leyes de la guerra
En  el protocolo adicional a la Convención de Ginebra del 12 de agosto de 1949 (APGC77), relativa a la protección de las víctimas de conflictos armados internacionales (protocolo I, de 8 de junio de 1977), se establece que un mercenario es cualquier persona que:
1. Ha sido reclutado o embarcado específicamente con el fin de luchar en un conflicto armado.
2. Toma, en efecto, parte directa en las hostilidades.
3. Su motivación para tomar parte en las hostilidades es principalmente el deseo por el beneficio personal, y de hecho, se le promete una recompensa material por una de las partes en el conflicto, o en favor de esta que excede de forma sustancial al pago que los combatientes de las fuerzas armadas de dicha parte reciben con similares rangos o funciones.
4. No es un nacional de ninguna de las partes en conflicto ni residente de ningún territorio controlado por estas.
5. No es miembro de las fuerzas armadas de ninguna de las partes del conflicto, y
6. No ha sido enviado por ningún Estado ajeno a las partes en conflicto en cumplimiento del deber como miembro de sus fuerzas armadas.

Se debe tener en cuenta que muchos países, incluyendo a los Estados Unidos de América, no son signatarios del Protocolo Adicional de la Convención de Ginebra de 1977 (APGC77), de manera que, aunque dicho protocolo es ampliamente aceptado, no es un documento definitivo.
Según la Tercera Convención de Ginebra, si un soldado es capturado por el enemigo, debe ser tratado como combatiente según la ley, y por lo tanto, como una persona protegida, y considerada como prisionero de guerra, en tanto dicho soldado haya sido puesto a disposición de un tribunal competente (Tercera Convención de Ginebra, artículo 5). Este tribunal debe decidir si la persona en cuestión es un mercenario, usando los criterios del Protocolo Adicional APGC77 o según alguna ley nacional equivalente. En este momento, el mercenario se convierte en un combatiente fuera de la ley, aunque a pesar de ello debe ser tratado con humanidad, y en caso de ser sometido a juicio, no debe ser privado del derecho a un juicio limpio y regular, dado que aún se encuentra cubierto por la Cuarta Convención de Ginebra, artículo 5. La única excepción a este artículo sería que la persona juzgada fuera ciudadano o súbdito de la autoridad nacional que le juzga, en cuyo caso no podría ser considerado un mercenario bajo la cobertura de APGC77, artículo 47.d.
Si tras un juicio regular, es capturado y declarado como mercenario, debe ser tratado como un delincuente común, y podría ser sometido a la pena capital. Debido a que no es ciudadano de ninguna de las partes en conflicto, no podría esperar ser repatriado al final de la guerra. El caso más conocido tras la Segunda Guerra Mundial se dio el 28 de junio de 1976, cuando un tribunal angoleño sentenció a muerte a cuatro mercenarios y a penas de prisión que oscilaban entre los 16 a los 30 años a otros nueve. Los cuatro condenados a muerte, tres británicos y un estadounidense, fueron fusilados el 10 de julio de 1976.
El estatus legal de los contratistas civiles depende de la naturaleza de su trabajo y su nacionalidad con respecto a los combatientes, pero si no han tomado parte activa en la confrontación (APGC77 artículo 47.b), no son mercenarios, y se encuentran bajo la protección de la Convención de Ginebra.
La situación provocada durante la ocupación de Irak de 2003 muestra cuán dificultoso es definir lo que es un mercenario. Mientras los Estados Unidos gobernaron el país, ningún ciudadano estadounidense que trabajara como guardia armado podía ser considerado mercenario, porque eran nacionales de una de las partes en conflicto (APGC77, artículo 47.d). Cuando se transfirió el poder al gobierno interino iraquí, se podía argumentar que, a menos que declararan a estas personas como residentes en Irak, al no ser residentes ni nacionales de un territorio parte en el conflicto (APGC77, artículo 47.d), podrían ser consideradas mercenarios. Si no tuviera lugar ningún juicio de las personas acusadas de ser mercenarios, las alegaciones tenderían a evaporarse en una espiral de acusaciones, denegaciones y contra-acusaciones. Se debe tener en cuenta que los soldados de la coalición en Irak que apoyan al gobierno interino iraquí no son mercenarios, porque todos ellos forman parte de las fuerzas armadas de una de las partes en conflicto o han sido enviados por un estado que no es parte en el conflicto en cumplimiento de su deber como miembro de las fuerzas armadas (APGC77, artículo 47.f).

## Gurkas y legionarios de la legión extranjera francesa

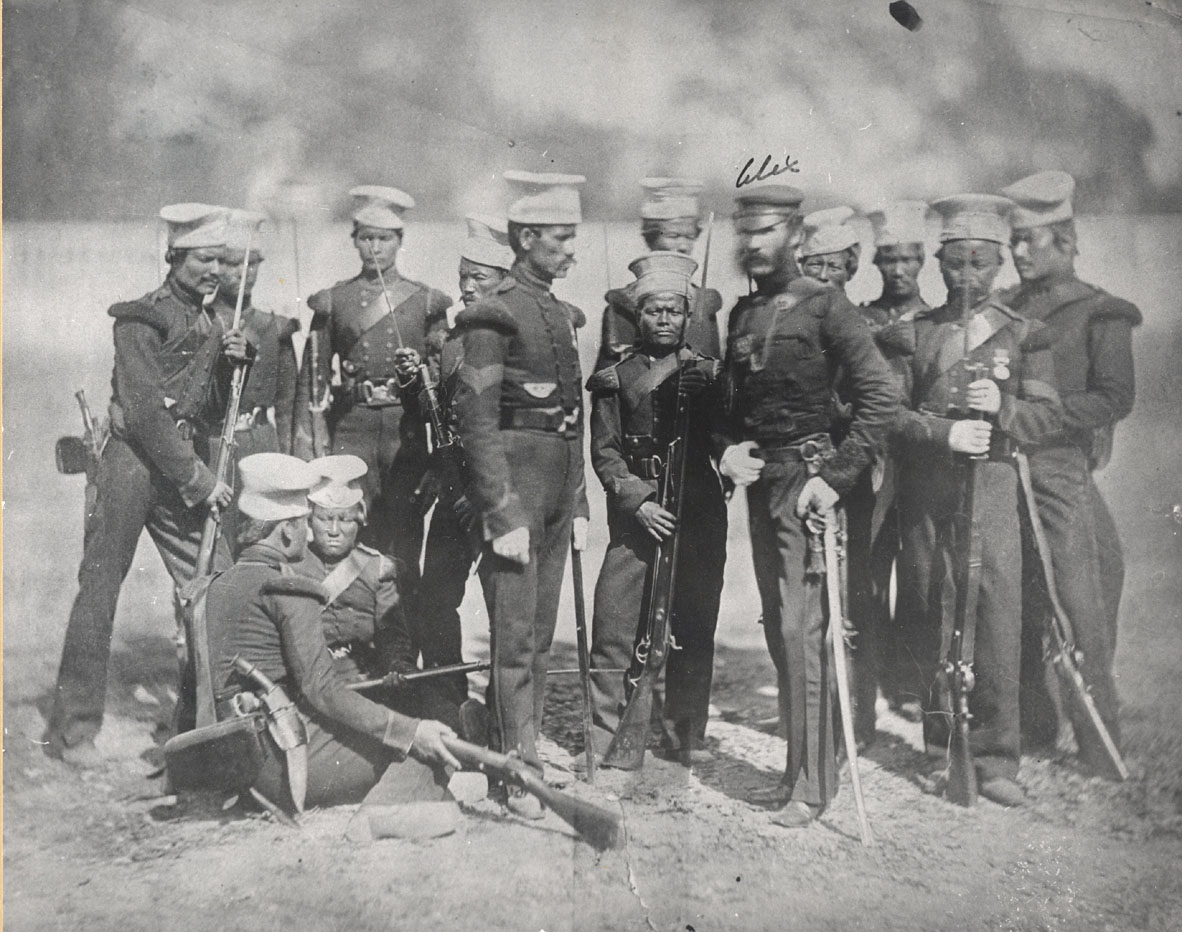
Batallón Nusseree, posteriormente denominado 1st Gurkha Rifles, en 1857.

Las dos unidades más reconocidas en las que nacionales de otro país sirven en las fuerzas armadas de una nación extranjera son las brigadas británicas de Gurkhas y la Legión Extranjera Francesa. Pese a su origen ajeno al país al que sirven, los soldados que sirven en estas unidades de élite no se consideran mercenarios.
Los Gurkhas británicos están plenamente integrados como soldados del Ejército Británico. Operan en unidades formadas por brigadas de gurkas que se hallan sujetas bajo las mismas normas y reglamentos que deben cumplir todos los soldados británicos (normas similares se aplican a los Gurkas que sirven en el ejército indio) y de hecho actúan dentro de la estructura de comando del ejército británico, bajo su disciplina y dirección. Los legionarios franceses se integran en unidades de la Legión Extranjera, que son desplegadas y operan como unidades organizadas dentro del ejército francés, estando integradas como parte de las fuerzas armadas de dicho país, sujetas a sus reglas y disciplina; además, a los legionarios se les permite pedir la ciudadanía francesa después de tres años de servicio o tras ser heridos en acción de combate. Esto significa que, como miembros de las fuerzas armadas británicas o francesas, no pueden ser considerados mercenarios según la APGC77, artículo 47.e y la APGC77, artículo 47.f

## Mercenarios y leyes nacionales

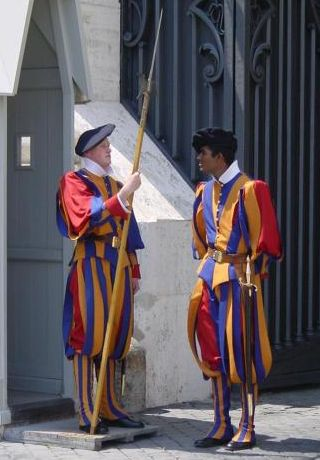
La Guardia Suiza.

Algunos países tratan de impedir que sus ciudadanos luchen en conflictos a menos que se encuentren bajo el control de sus propias fuerzas armadas:
- En 2003, Francia criminalizó las actividades mercenarias tal como son definidas por la Convención de Ginebra para los ciudadanos franceses, residentes permanentes y entidades legales. (Código penal, L436-1, L436-2, L436-3, L436-4, L436-5).
- En 1998, Sudáfrica aprobó el Acta sobre asistencia militar extranjera, que prohibía a sus ciudadanos o residentes involucrarse en conflictos extranjeros exceptuando las operaciones humanitarias, a menos que un comité gubernamental apruebe su despliegue. En 2005, la legislación fue revisada por el gobierno debido a los ciudadanos sudafricanos que trabajaban como guardias de seguridad en Irak durante la ocupación, y debido al juicio contra Mark Thatcher por la posible financiación y apoyo logístico en relación con un presunto intento de golpe de Estado en Guinea Ecuatorial, organizado por Simon Mann.
- Según la ley estadounidense Neutrality Act, un ciudadano de los Estados Unidos que participe en un conflicto armado en el que los Estados Unidos sea neutral puede incurrir en responsabilidades penales.
- Suiza prohibió a sus nacionales el servicio como mercenarios en 1927, a excepción de la Guardia Suiza Pontificia.

## Operaciones con mercenarios
Se sabe del uso de mercenarios en los conflictos de la antigua Yugoslavia. Muchos de estos mercenarios eran exsoldados procedentes de los países del antiguo bloque del este, desempleados tras la caída de la Unión Soviética.

### Empresas militares privadas
Las empresas militares privadas son compañías que ofrecen logística, mano de obra y otros servicios para fuerzas militares. Sus contratistas son civiles autorizados para acompañar a las tropas en el teatro de operaciones.
Se puede argumentar que las fuerzas paramilitares bajo control privado son funcionalmente mercenarios, en lugar de guardias de seguridad o asesores. Sin embargo, los gobiernos nacionales se reservan el derecho de regular el número, naturaleza de su función y armamento de semejantes fuerzas privadas, aduciendo que no se encuentran empleadas en el frente de batalla en favor de las actividades militares, por lo que no se pueden considerar mercenarios.
Si los empleados de este tipo de empresas se involucran en las actividades militares de forma activa, normalmente se les puede considerar mercenarios, y sus empresas empleadoras pueden llamarse compañías de mercenarios. Cinco de estas compañías, que los medios de comunicación consideraron compañías mercenarias en los años 1990 y 2000 son:
- Executive Outcomes Angola, Sierra Leona (cerrada el 31 de diciembre de 1998)
- Sandline International, Papúa Nueva Guinea, Sierra Leona (cerrada el 16 de abril de 2004)
- Gurkha Security Guards Ltd, Sierra Leona.
- S.G.S.I. Group, Ruanda, (durante 1997)
- Blackwater Worldwide, EUA

En 2004, esta industria de los mercenarios obtuvo un considerable impulso debido sobre todo al empleo de compañías privadas militares por parte de los Estados Unidos y otros miembros de la coalición para trabajos de seguridad en Irak. En marzo de 2004, cuatro empleados de la empresa estadounidense «PMC Blackwater» que vigilaban un almacén de suministros de alimentos fueron atacados y asesinados en Faluya. En unos incidentes cuyas imágenes dieron la vuelta al mundo, los asesinatos y el subsiguiente descuartizamiento de los cuerpos se convirtieron en el principal argumento usado por el gobierno estadounidense para llevar a cabo la batalla de Faluya que tuvo lugar poco más tarde y que se saldó con cientos de muertos.
Las compañías militares privadas suelen ser vistas con desagrado por las Naciones Unidas (aunque a pesar de ello, la misma ONU ha usado de sus servicios para dar apoyo logístico en África). 
En un informe sobre las PMC (private military companies) efectuado por el Ministerio de Asuntos Exteriores británico y publicado en febrero de 2002, este ministerio hace notar que la demanda de servicios militares por parte de la ONU y de organizaciones internacionales podría significar que el empleo de semejantes empresas es más barato que el uso de tropas regulares por parte de los países miembros. En todo caso y a día de hoy, tras considerar el uso de empresas privadas militares como apoyo de las operaciones de Naciones Unidas, el exsecretario general, Kofi Annan, tomó la decisión de prescindir de estas.

## Mercenarios en África

### Antiguo Egipto
Los primeros datos sobre el uso de mercenarios se remontan hasta el Antiguo Egipto, alrededor del año 1500 a. C., cuando el faraón Ramsés II hizo uso de 18.000 de ellos en el transcurso de sus batallas,
pagándoles con lo que saqueaban, la comida y agua.

### SigloXX

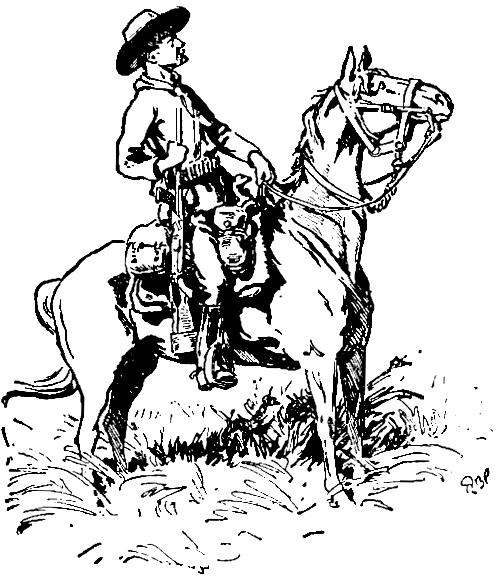
Burnham, el Jefe de los Scouts, dibujado por Baden-Powell, Rodesia, 1896.

Durante el siglo XX, los mercenarios han prestado sus servicios en los conflictos del continente africano. Han sucedido varios incidentes desagradables a lo largo de las múltiples guerras africanas, algunos de los cuales involucraban a ciudadanos europeos y americanos, hombres por lo general buscadores de fortuna, que fueron enviados a situaciones de combate de las que no pudieron sobrevivir para recibir su paga.
Muchos de los aventureros en África que han sido descritos como mercenarios estaban de hecho motivados ideológicamente para apoyar a ciertos gobiernos, y no luchaban para el mejor postor.
Entre estos mercenarios particularmente notorios se encuentran:
- Frederick Russell Burnham, DSO (1861 - 1947). Fue un explorador militar estadounidense, el Jefe de los Scouts (Fuerzas especiales) a las órdenes de Lord Roberts durante la Segunda Guerra de los bóer. Se le conoce mejor por haber prestado servicio en el ejército colonial británico y por haber enseñado woodcraft (es decir escultismo) a Robert Baden-Powell, siendo ésta una de las influencias más notables del fundador del escultismo.
- Mike Hoare, que estuvo en la crisis del Congo a principios de los años 1960 y en el fallido golpe de Estado en las Seychelles de 1978.
- Bob Denard participó en numerosas campañas en África en bastantes países, generalmente ofreciendo sus servicios a Francia. Sin embargo su especialidad era la intervención en las Comores. Su última intervención ocurrió en 1995, cuando participó en el golpe de Estado fallido y el gobierno francés intervino para que fuera expulsado.
- Víctor González, este español domiciliado en Gibraltar con la empresa SGSI Group ha sido acusado en varias ocasiones de haber organizado el servicio secreto de Guinea Ecuatorial que ha matado a un número indeterminado de personas de la oposición ecuatoguineana que vivían exiliados en países de África y Europa. También es proveedor de material tanto de diferentes gobiernos como de organizaciones paramilitares en la zona.
- Simon Mann estuvo envuelto con la empresa Executive Outcomes Ventures en Angola y Sierra Leona. En 2004 fue declarado culpable de intento de compra de armas, presuntamente para dar un golpe de Estado en Guinea Ecuatorial.

Los mercenarios lucharon para el Biafra en la cuarta brigada de comandos durante la guerra civil nigeriana (1967-1970). Otros mercenarios tuvieron como cometido pilotar aviones para esta facción. En octubre de 1966 por ejemplo, un DC-4M «Argonaut» de la Royal Air Burundi pilotado por un mercenario llamado Heinrich Wartski (también conocido como Henry Wharton), se estrelló en Camerún con suministros militares destinados a Biafra.
A mediados de los años 1970, el británico John Banks reclutó mercenarios para luchar a favor del Frente Nacional de Liberación de Angola (FNLA) contra el Movimiento Popular de Liberación de Angola (MPLA) durante la guerra civil angoleña tras conseguir Angola la independencia de Portugal en 1975. Al ser capturado, su papel como líder de los mercenarios hizo que fuera condenado a muerte por fusilamiento. Otros nueve mercenarios fueron encarcelados, y hubo tres ejecuciones más: El estadounidense Daniel Gearhart fue sentenciado a muerte, al haberse publicitado en un periódico de Estados Unidos como mercenario; Andrew MCKenzie y Costas Georgiu (autodenominado este «Coronel Callan»), quienes habían servido en el Ejército británico, fueron sentenciados a muerte por asesinato.
El estadounidense Bob MacKenzie fue muerto en los Montes Malal en febrero de 1995 mientras comandaba un escuadrón de guardias de seguridad Gurkha en Sierra Leona. Este escuadrón fue poco después sustituido por la empresa Executive Outcomes. Ambos fueron empleados por el gobierno de Sierra Leona como asesores militares y para el entrenamiento de las tropas gubernamentales. Se ha alegado que estas firmas proporcionaron soldados que tomaron parte activa en la lucha contra el Frente Revolucionario Unido (RUF).
Un retrato ficticio de las operaciones de mercenarios en los años 1970 es el libro de Frederick Forsyth «Los Perros de la Guerra», novela que tiene lugar en la isla de Malabo (renombrada «Zangaro» en el libro), donde supuestamente se hallaba una reserva de platino. Desde el descubrimiento de petróleo a mediados de los años 1990, esta isla no necesita esas supuestas reservas de platino para acaparar el interés de financieros y mercenarios. En agosto de 2004 se elaboró un plan para derrocar al gobierno de Guinea Ecuatorial en Malabo. Actualmente, ocho soldados sudafricanos de la era del apartheid (el líder de los cuales es Nick du Toit), seis aviadores armenios y cinco guineanos se encuentran en la prisión de Playa Negra, en esta isla. Están acusados de ser la avanzadilla de un golpe de Estado con el objeto de colocar al opositor Severo Moto en el poder. La CNN informaba el 25 de agosto de 2004 que:
El abogado de Nick du Toit dijo que fue presentado a Thatcher en Sudáfrica el año anterior por Simon Mann, el líder de los 70 hombres arrestados en Zimbabue en marzo como sospechosos de integrar un grupo de mercenarios que se dirigían hacia Guinea Ecuatorial.
Según estas palabras, el golpe de Estado estaría planeado por Simon Mann, fundador de Executive Outcomes y antiguo oficial del SAS. El 27 de agosto de 2004 fue encontrado culpable en Zimbabue de tráfico de armas para su uso en este golpe. Mann admitió que transportaba armas, aunque aseguró que las mismas eran para la protección de una mina de diamantes en la República Democrática del Congo. Se asegura que el seguimiento de las pistas a través de los documentos implica a Sir Mark Thatcher, Lord Archer y Ely Calil (un comerciante de petróleo libanés).
De nuevo, la BBC informaba en un artículo titulado «Preguntas y Respuestas: La trama del golpe en Guinea Ecuatorial»:
El programa de televisión de la BBC Newsnight tuvo acceso a los registros financieros de las compañías de Simon Mann, que muestran grandes pagos a Nick du Toit y también unos dos millones de dólares de ingresos, aunque las fuentes de esta financiación es prácticamente imposible de investigar.
El 10 de septiembre de 2004, la BBC informaba sobre Zimbabue:
Simon Mann, el líder británico de un grupo de 67 presuntos mercenarios, acusado de planear un golpe de estado en Guinea Ecuatorial, ha sido sentenciado a siete años de prisión. El resto de los pasajeros han recibido condenas de 12 meses de prisión por violar las leyes sobre inmigración, mientras que los dos pilotos han sido condenados a 16 meses. El tribunal ordena también la confiscación del Boeing 727 de Mann y los 180.000 dólares encontrados a bordo.
Dada la actual crisis en Zimbabue, un Boeing 727 es una utilísima adición a la línea aérea estatal, y los 180.000 dólares podrían ser más que suficientes para cubrir los gastos de mantener a esta cantidad de hombres en prisión.

## Mercenarios en la historia asiática

### SiglosXVyXVI
El grupo mercenario Saika de la provincia japonesa de Kii, tomó un significativo rol durante el asedio de Ishiyama Hongan-ji que duró entre agosto de 1570 y agosto de 1580. Los mercenarios eran famosos por el apoyo de los Ikkō-ikki y dificultaron enormemente el avance de las fuerzas de Oda Nobunaga.

### SigloXX
En el período chino de los señores de la guerra, muchos mercenarios ingleses y estadounidenses prosperaron, como Homer Lea, Philo Norton McGriffin, Morris Cohen y Francis Arthur "Un Brazo" Sutton.
Durante las etapas iniciales de la segunda guerra sino-japonesa, los Estados Unidos no querían abiertamente envolverse en el conflicto (debido a un pacto de no agresión con el Imperio del Japón), sintieron la obligación de asistir a los chinos para parar la agresión japonesa. La Administración Roosevelt en 1941 creó el Grupo de Voluntarios Americanos (AVG), conocidos como los Tigres Voladores. Los pilotos fueron contratados por la Compañía Manufacturera Aeronáutica Central y ganaban de 600 dólares a 750 dólares como sueldo base y 500 dólares extra por el derribo confirmado de cada avión enemigo, financiados por el general Chiang Kai-shek.
También en el conflicto de Vietnam (1965-1975) se los conoció.

## Mercenarios en la historia europea

### Mercenarios en la época clásica
Durante la época clásica muchos mercenarios griegos lucharon en las guerras para el Imperio persa, por ejemplo:
- Jerjes I, rey de Persia que invadió Grecia en 484 a. C., empleó a mercenarios griegos. El más recordado es Demarato, por su advertencia a Jerjes de no subestimar a los espartanos antes de la batalla de las Termópilas.
- En la Anábasis, Jenofonte relata cómo Ciro el Joven reclutó a un gran ejército de mercenarios griegos (los «Diez mil») en 401 a. C. para arrebatar el trono de Persia a su hermano, Artajerjes II. A pesar de que este ejército obtuvo la victoria en la batalla de Cunaxa, Ciro murió en el combate y toda la expedición se encontró perdida. Aislados y muy adentrados en territorio enemigo, el general espartano Clearco y muchos de los otros generales griegos fueron asesinados poco más tarde a traición por orden de Artajerjes. Jenofonte desempeñó un papel fundamental al alentar al ejército griego de los «Diez mil» para que marcharan hacia el norte hacia el mar Negro, en una lucha épica durante su retirada.
- Memnón de Rodas (380 a. C. - 333 a. C.) fue el comandante de los mercenarios griegos que luchaban para el rey persa Darío III cuando Alejandro Magno de Macedonia invadió Persia en 334 a. C. y venció a los persas en la batalla del Gránico. Alejandro empleaba también a mercenarios griegos durante sus campañas. Eran estos unos hombres que luchaban directamente para él, y no como el resto de las unidades de su ejército que procedían de las polis griegas.
- Cartago contrató a pastores de las Islas Baleares como lanzadores de honda durante las guerras púnicas contra Roma (véase hondero balear). La amplia mayoría de los militares cartagineses eran mercenarios, a excepción de los altos oficiales, la marina y la guardia de palacio.
- Los miembros de las tribus independientes tracias, como los «Bessi» y «Dii», se unieron con frecuencia a ejércitos mayores como mercenarios.
- Los mamertinos (o hijos de Marte), fueron mercenarios italianos empleados por los reyes griegos de Siracusa hasta el final de las guerras púnicas.

En los últimos tiempos del Imperio romano, los emperadores y los generales tuvieron cada vez más dificultades para reclutar unidades militares a partir de la ciudadanía por diversas razones: falta de mano de obra, falta del tiempo necesario para el entrenamiento, carencias materiales e, inevitablemente, consideraciones políticas. Por lo tanto, a finales del siglo IV, el Imperio comenzó a contratar bandas completas de bárbaros ya fuera dentro de las legiones o como federaciones autónomas. Los bárbaros fueron romanizados, y los veteranos supervivientes se establecieron en áreas que requerían ser repobladas. La Guardia varega del Imperio romano del Este, también conocido como Imperio bizantino, es la unidad más conocida formada por mercenarios bárbaros.

### Mercenarios en las guerras medievales
Los emperadores bizantinos continuaron la antigua práctica romana de contratar contingentes extranjeros para la defensa del Imperio. En 1071, por ejemplo, el emperador Romano IV lideró una campaña contra los turcos selyúcidas de Iconio. Según el musulmán Imad ad-Din (siglo XII) y otros cronistas contemporáneos a Romano IV, el ejército, de unos 100.000 hombres, estaba compuesto por romanos (bizantinos), rusos, kázaros, alanos, cumanos, georgianos, armenios, germanos, normandos, godos de Crimea, patzinakos y búlgaros. La mayor parte de las tropas propiamente bizantinas provenían de los themas (legiones) de la mitad oriental del Imperio, con refuerzos de la Guardia Varega y de los Tagmata (los regimientos de élite acantonados en Constantinopla).
Bizancio fue también la creadora de uno de los más célebres cuerpos mercenarios, la Guardia varega. Su origen se remonta a un tributo de hombres que enviaba el soberano de Kíev al Emperador bizantino. Con Alejo I Comneno, fue disuelta la vieja guardia del Palacio Imperial, los Excubitores, y en su lugar colocó a la Guardia varega. Estos acudían de entre los pueblos más belicosos, de los cuales los varegos (vikingos) y los anglo-sajones eran los más comunes, aunque también había alemanes, teutones, normandos, escoceses y toda clase de gente del norte. Como esta guardia no tenía vínculos con la población griega, era de suponer que sería más eficaz a la hora de aplastar cualquier rebelión. Uno de sus más famosos integrantes fue el que posteriormente sería el rey Harald III de Noruega, también conocido como Harald Hardrada, que llegó a Constantinopla en 1035, donde se alistó a la Guardia Varega. Participó en dieciocho batallas y fue nombrado «Akolouthós», comandante de la Guardia, antes de regresar a su país en 1043. Murió en la Batalla de Stamford Bridge en 1066, donde su ejército fue derrotado por un ejército anglosajón comandado por el rey Harold Godwinson, en las guerras que enfrentaron a este último con Hardrada y con Guillermo de Normandía, llamado el Conquistador.
Un tipo especial de caballeros andantes, los routiers, se dedicaba a recorrer los caminos para ofrecerse como profesionales de la guerra o mercenarios que se vendían al mejor postor, formando incluso cuerpos de ejército, las llamadas compañías libres. Carecían del idealismo de las órdenes de caballería y destacaban por su crueldad y falta de escrúpulos, demostrada además en el saqueo y pillaje de su campo de acción, con lo que completaban sus emolumentos. Un ejemplo: Bertrand du Guesclin, con sus Compañías blancas, intervino como mercenario a favor de Enrique II de Trastámara contra el rey legítimo de Castilla Pedro I el Cruel.
En Italia, el condottiero era un jefe militar que ofrecía sus tropas, los condottieri, al servicio de las ciudades-estado. Había veces que los mismos condottieros se volvían regentes de alguna ciudad-estado, ejemplo de ello fue Francisco Sforza.
Durante la época de los Reinos de Taifas en Al-Ándalus, los caballeros cristianos como El Cid podían luchar para algunos gobernantes musulmanes contra sus enemigos, ya fueran estos cristianos o musulmanes.
Los Almogávares fueron mercenarios aragoneses, catalanes y navarros, preferentemente provenientes de los Pirineos, que lucharon para la corona de Aragón, aunque a principios del siglo XIV se formó la Gran Compañía Catalana, integrada por más de 8000 almogávares al mando de Roger de Flor, Berenguer de Entenza y Bernat de Rocafort, para auxiliar al Imperio bizantino. Roger de Flor obtuvo grandes victorias en Asia Menor, destacando la batalla de Filadelfia, y llegó hasta las Puertas de Hierro, en los Montes Tauro, en Armenia. Tras el éxito de la Compañía Catalana, el emperador nombró Megaduque del Imperio a De Flor, y poco más tarde, César del Imperio, la tercera dignidad en importancia de Bizancio. Este éxito despertó el recelo de Miguel IX, coemperador e hijo del emperador Andrónico II. Tras el asesinato de Roger de Flor en Adrianópolis por orden de Miguel IX, la compañía de almogávares, apostada en Galípoli, saqueó gran parte de Tracia y Macedonia, aunque sin acercarse a la inexpugnable Constantinopla, y posteriormente lucharon al servicio de varios nobles francos de Grecia, hasta que se negaron a pagarles, por lo que los almogávares tomaron, en venganza, los ducados de Atenas y Neopatria, donde la bandera de la Corona de Aragón ondearía durante los siguientes 70 años.
Durante la Baja Edad Media se formaron las ya citadas compañías libres, que eran realmente cuerpos de tropas mercenarias. Las naciones-estado no poseían los recursos necesarios para mantener fuerzas permanentes y por ello tendían a alquilar los servicios de estas compañías para servir en sus ejércitos en los tiempos de guerra. Este tipo de compañías tuvieron su origen al final de los periodos de conflictos, cuando los hombres de armas ya no eran requeridos por sus respectivos gobiernos. Los soldados veteranos buscaban entonces otras formas de empleo, generalmente convirtiéndose en mercenarios. Las compañías libres se especializarían normalmente en formas de combate que requerían largos periodos de entrenamiento que no serían factibles por parte de las milicias movilizadas. La Compañía Blanca, comandada por Sir John Hawkwood, es la más conocida de este tipo de compañías en el siglo XIV. El galés Owain Lawgoch («Owain de la Mano Roja») formó una compañía libre y luchó para los franceses contra los ingleses durante la guerra de los Cien Años, antes de ser asesinado por un escocés de nombre Jon Lamb, a las órdenes de la Corona inglesa en 1378, durante el sitio de Mortagne. Especialmente después de la derrota de Poitiers en 1356, la miseria reinante del campo francés devastado por los ejércitos aumento por las compañías libres y sumió a Francia en cien años de inestabilidad y convulsiones. 

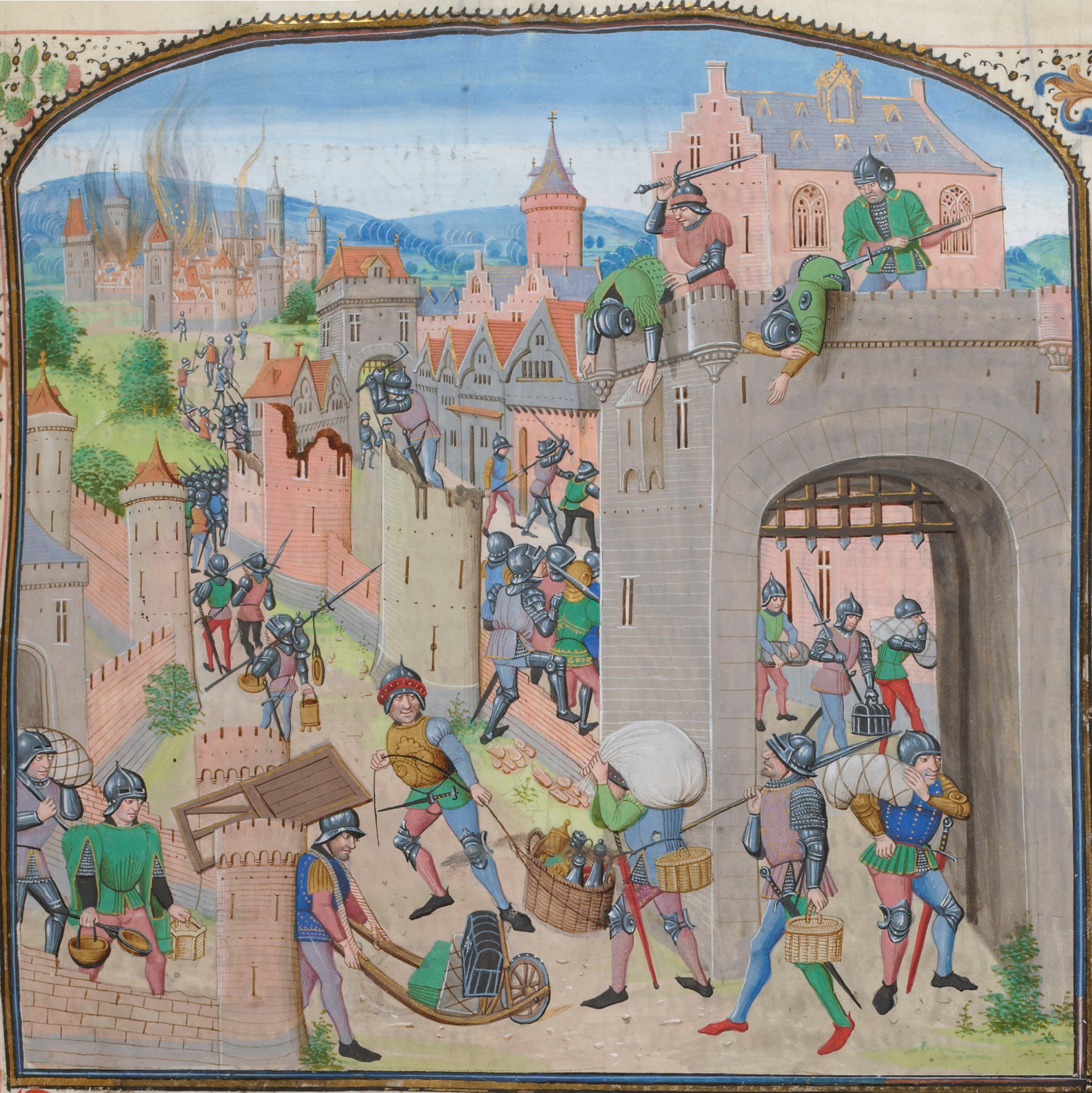
Iluminación con la toma y saqueo de una villa por hombres de guerra. Manuscrito Gruuthuse de las Chroniques / Crónicas de Jean Froissart, Paris, Biblioteca Nacional de Francia, ms. français 2644, f135r, tercer cuarto del

Después de la batalla de Las Navas de Tolosa (1212), numerosos mercenarios europeos, hispanos y musulmanes causaron estragos entregados al bandolerismo por haberse quedado sin trabajo, como por ejemplo los Golfines en La Mancha, y las autoridades los dejaban hacer por si tal vez se veían en la necesidad de contratarlos.
En Francia, los Écorcheurs / Desolladores, tropas armadas del siglo XV que son a veces confundidas con las Grandes Compañías del siglo XIV, son solo empresarios de la guerra que practican el saqueo y el rescate, pero también las formas habituales de la guerra medieval (asedio, defensa de plazas fuertes, batallas, cabalgadas de pillaje) en beneficio propio y del rey Carlos VII, al que dicen servir. No son, sin embargo, estrictamente mercenarios, pues sus lazos de vasallaje o patronazgo como milicia urbana se mantienen en paralelo con su interés puramente económico en la guerra. Durante los períodos de paz o tregua, estos guerreros desempleados se reúnen en bandas y viven del saqueo y los rescates, y en el siglo XIV, tras el Tratado de Brétigny (1360), y la paz de Arrás (1435) los ejércitos se encuentran disueltos en el acto y sus esperanzas de saqueo y medro defraudadas. Aquellos que no tienen los medios económicos para regresar a casa o quieren seguir su estilo de vida marcial (altamente remunerado) formaban grupos autónomos de bandoleros que asaltaban y oprimían las granjas, los caminos, los bosques, las aldeas, las ciudades sin fortificaciones y en general todas las regiones de Francia.

### Mercenarios en la Época Moderna
Los mercenarios suizos eran buscados durante la segunda mitad del siglo XV por ser una fuerza de combate especialmente efectiva, hasta que sus algo rígidas formaciones de batalla se hicieron vulnerables a los arcabuces y a la artillería que se desarrolló en este periodo.
Fue entonces cuando los lansquenetes europeos, coloridos mercenarios con reputación de irreductibles, tomaron el testigo a las fuerzas suizas y se convirtieron en la fuerza más formidable de finales del siglo XV y a lo largo del siglo XVI, siendo contratados por todas las potencias en Europa y luchando frecuentemente en bandos opuestos.
Santo Tomás Moro, en su Utopía, abogaba por el uso preferente de mercenarios en lugar de los ciudadanos. Los mercenarios bárbaros empleados por Utopía estaban inspirados en los mercenarios suizos.
Aproximadamente en el mismo periodo, Nicolás Maquiavelo argumentaba contra el uso de ejércitos de mercenarios en su obra maestra, «El Príncipe». El razonamiento de Maquiavelo formulaba que la única motivación del mercenario era el lucro, y por ello este tipo de soldados no aceptaría los peligros propios de una guerra, negándose a arriesgar su vida o abandonando fácilmente el combate en busca de un mejor pago. Maquiavelo creía, lógicamente, que los individuos con un apego real a una nación estarían más motivados para defenderla, lo cual les convertiría en mucho mejores soldados al aceptar los riesgos que siempre eludían los mercenarios. Por eso recomendaba a su patria, Florencia, visto el mal resultado de la contratación de mercenarios, que no recurriera a ellos y más bien mantuviera un ejército o milicia propio y permanente.
Uno de los últimos usos masivos de mercenarios en Europa ocurrió durante la guerra de los Treinta Años (1618-1648) cuando diversos contendientes contrataron soldados profesionales que se integraron como tropas auxiliares; su principio de "vivir de la tierra conquistada" generó notable devastación en campos y ciudades de Alemania durante dicha guerra.

## Los mercenarios en la cultura popular
Al igual que la piratería, el espíritu mercenario resuena con aventuras idealizadas, misterio y peligro. Ejemplos de esto son:
- La novela Los perros de la guerra de Frederick Forsyth, y la película homónima de 1981, basada en una trama sobre operaciones mercenarias en el África de los años 1960.
- La novela Los Gansos Salvajes de Daniel Carney, y la película del mismo nombre de 1978. El argumento versa sobre un sindicato financiero británico que busca rescatar al líder depuesto de un país centroafricano, contratando una banda de mercenarios para este trabajo.
- La serie de TV El Equipo A de los 80, está basada en la vida de unos mercenarios de los Boinas Verdes en Estados Unidos. Posteriormente la película homónima, no tan exitosa, interpretada por Liam Neeson, como Hannibal Smith, también es una obra ficticia de mercenarios, aunque en este caso, del 75.º Regimiento Ranger.
- La saga de novelas Canción de Hielo y Fuego de George R. R. Martin cuenta con una gran cantidad de personajes mercenarios. En esta obra, la mayoría de estos pertenecen a compañías mercenarias (organizaciones o pequeños ejércitos de mercenarios), y son percibidos por los personajes de la saga cómo bandidos poco confiables. Algunos de los más célebres que se pueden encontrar en la saga son: Vargo Hoat; conocido como "La Cabra", Daario Naharis y Mero el "Bastardo del Titan". También el príncipe Oberyn Martell de Dorne, fue un mercenario, y anduvo con la compañía conocida cómo los "Segundos Hijos", para luego fundar la suya propia. Otro mercenario muy popular en Canción de Hielo y Fuego es Bronn, que está al servicio de Tyrion Lannister.
- The Expendables (traducida al español como Los Mercenarios, o Los Indestructibles), fue una película de 2010 dirigida y protagonizada, entre otros muchos actores del género, por Sylvester Stallone.
- El Mercenario es una serie de historietas fantásticas creada al óleo por el ilustrador español Vicente Segrelles entre 1981 y 2003.
- Team Fortress 2 y Team Fortress Classic son videojuegos creados por Valve, en los que tomas control de uno de 9 distintos mercenarios, cada uno con armas y especialidades distintas.

Es interesante constatar que ambos títulos derivan de otras fuentes. «Grita ¡Devastación!, y suelta los perros de la guerra», es una cita de Julio César, acto III, obra de Shakespeare. Tras la firma del Tratado de Limerick (1691), los soldados del ejército irlandés que abandonaron Irlanda por Francia tomaron parte en lo que es conocido como el «Fuga de los Gansos Salvajes», tras el cual muchos de ellos hicieron carrera sirviendo como mercenarios para los ejércitos del continente. El más famoso de ellos fue Patrick Sarsfield, quien habiendo sido mortalmente herido en tierra extranjera dijo: «Si esto hubiera sido por Irlanda...» 
Existe en la actualidad una revista especializada ostensiblemente escrita para mercenarios, llamada «Soldier of Fortune (Soldado de la Fortuna)». También en el filme Casablanca, Rick Blaine es un antiguo mercenario, aunque se deja intuir que elige el bando en el que lucha por motivos ideológicos, en lugar de elegir el mejor postor.
También llamados mercenarios aquellos que se cambian de trabajo por mejores expectativas laborales, generalmente el sueldo, o cuya único apego a su trabajo es el dinero.